# Tranvia Milano-Binasco-Pavia
La tranvia Milano-Pavia o Milano-Binasco-Pavia era una linea della rete tranviaria interurbana di Milano che collegava i due capoluoghi lombardi e che fu in servizio dal 1880 al 1936.
Il tracciato si snodava lungo la strada provinciale pavese, poi Strada statale 35 dei Giovi, costeggiando il Naviglio Pavese.

## Storia
Fra i diversi progetti presentati per collegare Milano a Pavia lungo il Naviglio la Deputazione provinciale del capoluogo lombardo approvò quello presentato dagli ingegneri Lué e De Righetti il 7 novembre 1887, sulla base del quale furono stipulati il capitolato tecnico e l'atto di concessione.
La costruzione e l'esercizio della linea furono affidate alla Société des Tramways et Chemins de fer economiques de la Haute Italie, società francese con sede a Parigi ma costituita da imprenditori e aziende belghe, che aveva ottenuto la concessione in data 23 febbraio 1879.
La linea da Milano a Binasco fu aperta all'esercizio il 23 luglio 1880 e nell'agosto dello stesso anno venne aperta la tratta tra Binasco e Pavia.
Dopo pochi anni, la compagnia franco-belga cedette l'esercizio alla Società Anonima Ferrovie del Ticino (SFT). Il primo orario prevedeva sei coppie di corse tra Milano e Pavia, una coppia tra Milano e Binasco e una tra Pavia e Binasco: il percorso tra Milano e Pavia era coperto in due ore e venti minuti.
La tranvia servì le campagne tra Milano e Pavia: per quanto riguarda il trasporto delle merci sostituì presto il Naviglio Pavese in questo ruolo.
All'inizio degli anni trenta del XX secolo, la SFT dismise gradualmente la propria rete tranviaria, che si estendeva nelle province di Pavia, Novara e Vercelli. La Milano-Pavia, unica rimasta in esercizio, fu ceduta nel 1933 alla MMC, che già gestiva la linea Milano-Magenta con diramazione per Castano Primo.
Nonostante il cambio di gestione, la Milano-Pavia, che dal 1927 subiva la concorrenza di un'autolinea, ebbe un destino analogo a quello delle molte tranvie a vapore che venivano soppresse in quegli anni: il 29 febbraio 1936 compì l'ultimo viaggio, per essere sostituita dal giorno successivo da autoservizi della Società Generale Esercizi Automobilistici (SGEA).
Nel 1930, la linea fu impiegata per il trasferimento di alcune vetture acquistate usate dall'ATM di Milano per il servizio sulla tranvia urbana di Pavia.

## Caratteristiche
| Unknown route-map component "uexKBHFa" |

| Unknown route-map component "uexBHF" |

| Unknown route-map component "uexBHF" |

| Unknown route-map component "uexHST" |

| Unknown route-map component "uexHST" |

| Unknown route-map component "uexBHF" |

| Unknown route-map component "uexBHF" |

| Unknown route-map component "uexBHF" |

| Unknown route-map component "uexBHF" |

| Unknown route-map component "uexHST" |

| Unknown route-map component "uexBHF" |

| Unknown route-map component "uexHST" |

| Unknown route-map component "uexWBRÜCKE1" |

| Unknown route-map component "uexBHF" |

| Unknown route-map component "uexBHF" |

| Unknown route-map component "uexHST" |

| Unknown route-map component "uexBHF" |

| Unknown route-map component "uexHST" |

| Unknown route-map component "uexBHF" |

| Unknown route-map component "uexBHF" |

| Unknown route-map component "CONTgq" | Unknown route-map component "uxmKRZ" | Unknown route-map component "CONTfq" |

|  | Unknown route-map component "uexABZg+l" | Unknown route-map component "uexCONTfq" |

| Unknown route-map component "CONTgq" | Unknown route-map component "uxmKRZo" | Unknown route-map component "CONTfq" |

| Unknown route-map component "uexBHF" |

| Unknown route-map component "uexKBHFe" |

La linea era una tranvia interurbana a binario semplice e a scartamento ordinario da 1445 mm.
Le rotaie impiegate furono di tipo Vignoles dal peso di 20 kg/m e lunghe 6 m ciascuna. Erano appoggiate sopra traversine di rovere distanziate di 900 mm che si riducevano a 600 mm in corrispondenza dei giunti sospesi.

### Percorso

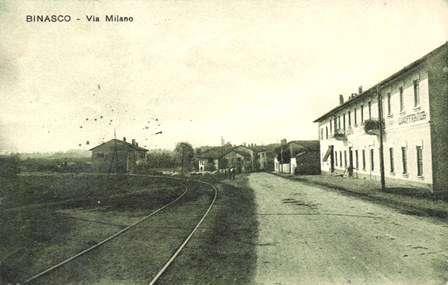
Binasco, via Milano

La stazione milanese della linea era posta perpendicolarmente all'allora viale di Porta Lodovica 8, in seguito Viale Bligny, in un'area all'angolo della moderna via Röntgen, oggi occupata da edifici dell'Università Bocconi.
La linea percorreva il viale di circonvallazione, successivamente denominato viale Col di Lana e poi Bligny, fino a Porta Ticinese, dove svoltava in corso San Gottardo e quindi in via Torricelli, attraverso la quale raggiungeva via Ascanio Sforza che segnava l'inizio della strada per Pavia.
Nei suoi ultimi due anni di esercizio, a partire dall'aprile 1934, la tranvia fu deviata lungo Via Filippo Meda per la costruzione del ponte sul Naviglio Pavese fra Viale Tibaldi e Viale Liguria. Il ponte è sopraelevato al piano stradale di circa due metri per consentire il passaggio delle barche, e ciò ha reso necessaria l'elevazione della Strada Pavese per un tratto di circa 400 m; il percorso in Via Torricelli fu quindi interrotto, e i tram furono instradati su Via Meda per poi riprendere il vecchio percorso all'altezza di Via Spaventa.
Seguendo la Strada Pavese la tranvia toccava Rozzano e Binasco, ove il Naviglio veniva incrociato; da qui erano raggiunte la Certosa di Pavia con la fermata di Torre del Mangano e infine Pavia.
Il tratto urbano presso Pavia era comune alla linea per Sant'Angelo Lodigiano, così come la stazione capolinea, posta in piazza Petrarca.

## Materiale rotabile
Inizialmente prestarono servizio locomotive a tre assi, di cui due motori, costruite dalla belga Société Anonyme la Métallurgique di Tubize, affiancate prima e in seguito sostituite da locomotive a due assi motori di costruzione Henschel & Sohn, Couillet, e St. Léonard.
Le carrozze, coperte e scoperte, fornite dalla Métallurgique avevano capienza di quaranta passeggeri, di cui ventiquattro all'interno del vagone e 16 sulla pensilina; erano lunghe 6,35 m e avevano un peso a vuoto di 2,8 t.

### Materiale motore - prospetto di sintesi
| Unità     | Anno di costruzione | Costruttore     | Quantità | Rodiggio | Note                                                                            |
| --------- | ------------------- | --------------- | -------- | -------- | ------------------------------------------------------------------------------- |
| 1 ÷ 10    | 1880                | Métallurgique   | 10       | 0-2-1    |                                                                                 |
| 33        | 1881                | Henschel & Sohn | 1        | 0-2-0    | Parte della serie 30 ÷ 35, utilizzata usualmente sulle linee novaresi della SFT |
| 81 ÷ 82   | 1909                | St. Léonard     | 2        | 0-2-0    | 82 passata alla MMC nel 1936                                                    |
| 100 ÷ 107 | 1882                | Couillet        | 7        | 0-2-0    |                                                                                 |
| 108 ÷ 110 | 1908                | St. Léonard     | 3        | 0-2-0    | 108 e 110 passate alla MMC nel 1936                                             |
| 111       | 1912                | Tubize          | 1        | 0-2-0    | Passata alla MMC nel 1936                                                       |